# Dendrophthora talamancana
Dendrophthora talamancana är en sandelträdsväxtart som beskrevs av J. Kuijt. Dendrophthora talamancana ingår i släktet Dendrophthora och familjen sandelträdsväxter. Inga underarter finns listade i Catalogue of Life.